# Monkonozaur
Monkonozaur (Monkonosaurus lawulacus) – dinozaur z grupy stegozaurów (Stegosauria); jego nazwa pochodzi od miejscowości (Monko), w pobliżu której znaleziono jego szczątki. Żył w późnej jurze (ok. 155-150 mln lat temu) na terenach Azji. Jego szczątki – dwa niekompletne kręgi, trzy płyty grzbietowe i kompletny blok biodrowo-krzyżowy (ilio-sacral block) – znaleziono w Chinach (we wschodnim Tybecie); jest to pierwszy dinozaur, którego szczątki znaleziono w Tybecie. Według Maidment i Wei (2006) zachowane kości M. lawulacus nie mają żadnych cech diagnostycznych, które pozwalałyby odróżnić monkonozaura od innych stegozaurów; z tej przyczyny uznają M. lawulacus za nomen dubium.